# Petrovskij park
Petrovskij park (ryska: Петровский парк) är en tunnelbanestation som byggs på den kommande Andra ringlinjen i Moskvas tunnelbana. Stationen ligger vid Petrovskijparken, som givit namn åt stationen.
Stationen är en av de stationer som ingår i den första fasen av Andra ringlinjen, och alla kommer att byggas i samma stil och endast skilja sig åt i detaljer och färgsättning. Petrovskij park kommer att inredas i gröna färger, vilket är färgen för Zamoskvoretskajalinjen, som man kan byta till här.